# Тремблуа-ле-Рокруа
Тремблуа́-ле-Рокруа́ (фр. Tremblois-lès-Rocroi) — коммуна во Франции, находится в регионе Шампань — Арденны. Департамент — Арденны. Входит в состав кантона Рокруа. Округ коммуны — Шарлевиль-Мезьер.
Код INSEE коммуны — 08460.
Коммуна расположена приблизительно в 195 км к северо-востоку от Парижа, в 100 км севернее Шалон-ан-Шампани, в 18 км к северо-западу от Шарлевиль-Мезьера.

## Население
Население коммуны на 2008 год составляло 152 человека.
| 1962 | 1968 | 1975 | 1982 | 1990 | 1999 | 2008 |
| ---- | ---- | ---- | ---- | ---- | ---- | ---- |
| 144  | 153  | 153  | 198  | 168  | 167  | 152  |

## Экономика
В 2007 году среди 113 человек в трудоспособном возрасте (15—64 лет) 80 были экономически активными, 33 — неактивными (показатель активности — 70,8 %, в 1999 году было 66,9 %). Из 80 активных работали 66 человек (43 мужчины и 23 женщины), безработных было 14 (9 мужчин и 5 женщин). Среди 33 неактивных 10 человек были учениками или студентами, 9 — пенсионерами, 14 были неактивными по другим причинам.

## Достопримечательности
- Межевые столбы (совместно с коммуной Шийи). Исторический памятник с 1931 года.[3]

## Фотогалерея

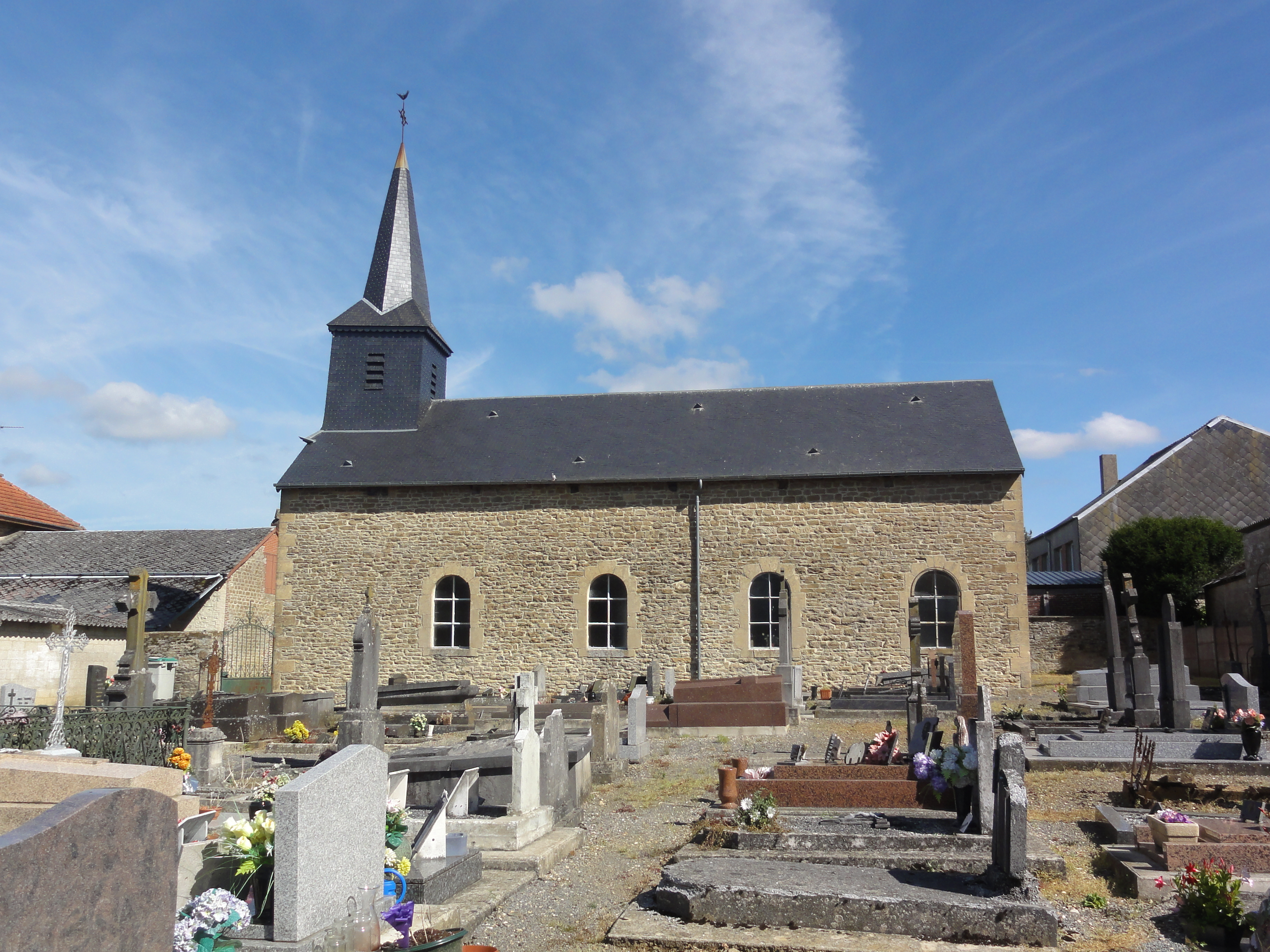
Церковь (вид с юга)
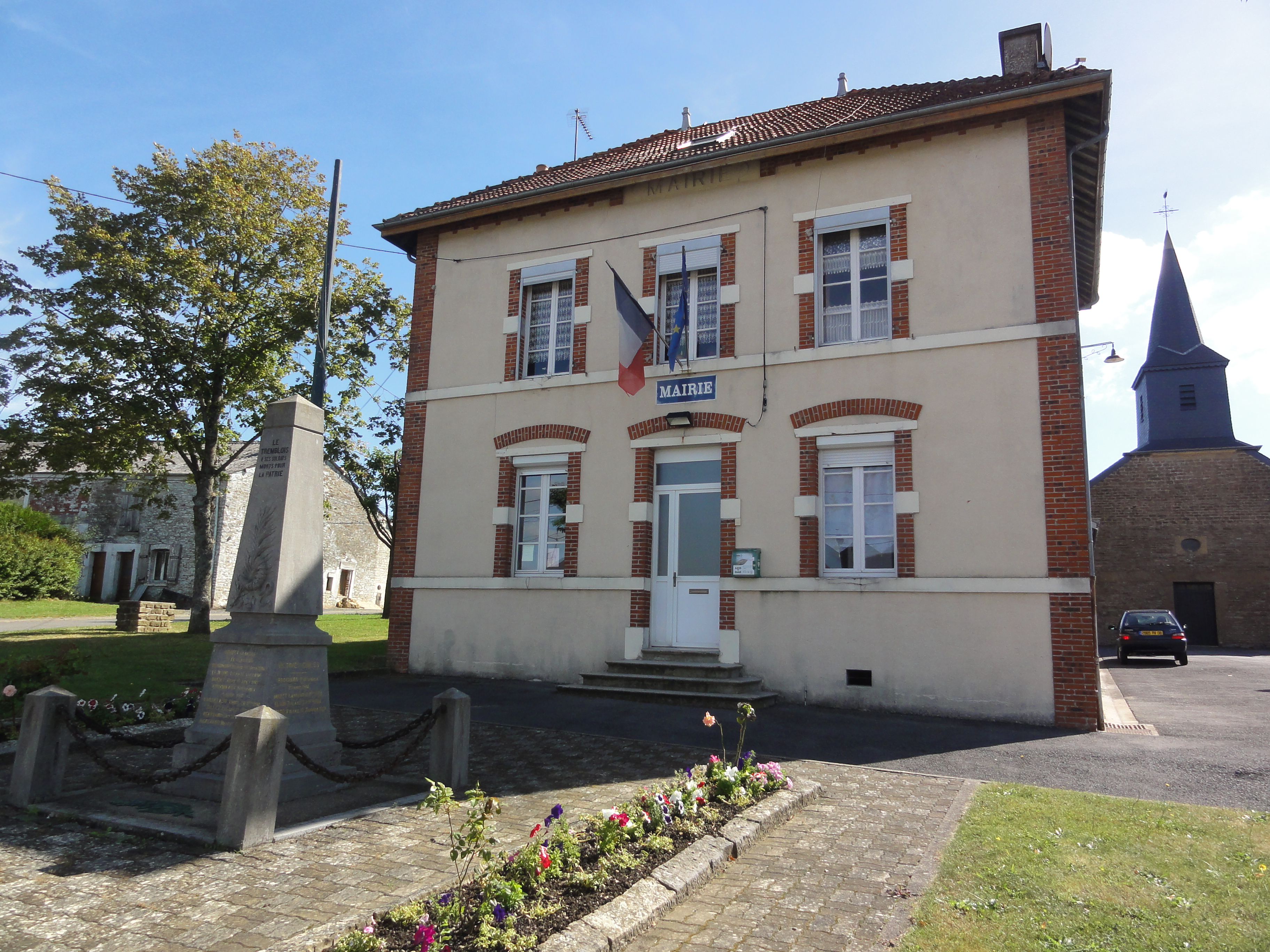
Мэрия
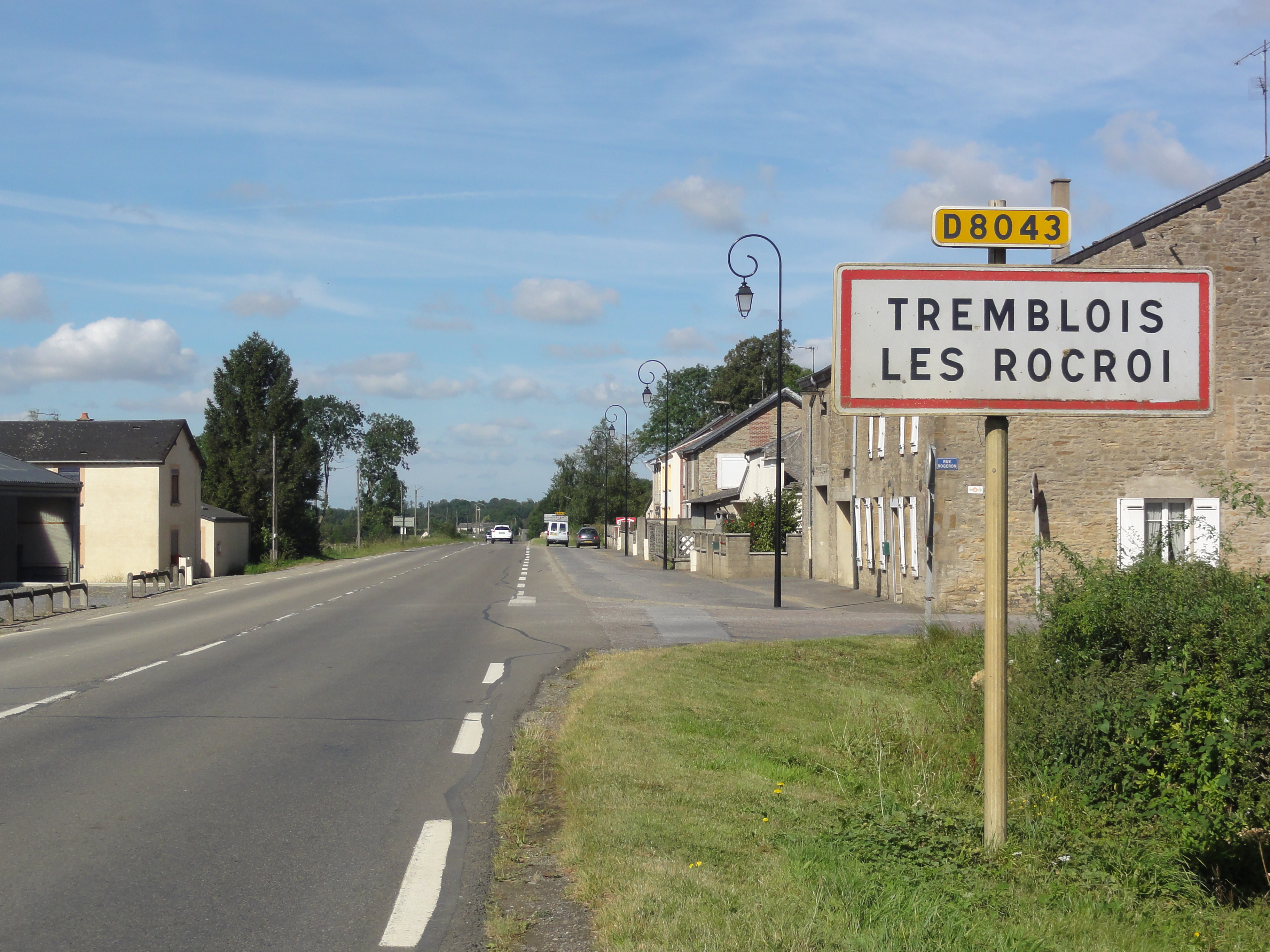
Въезд в Тремблуа-ле-Рокруа
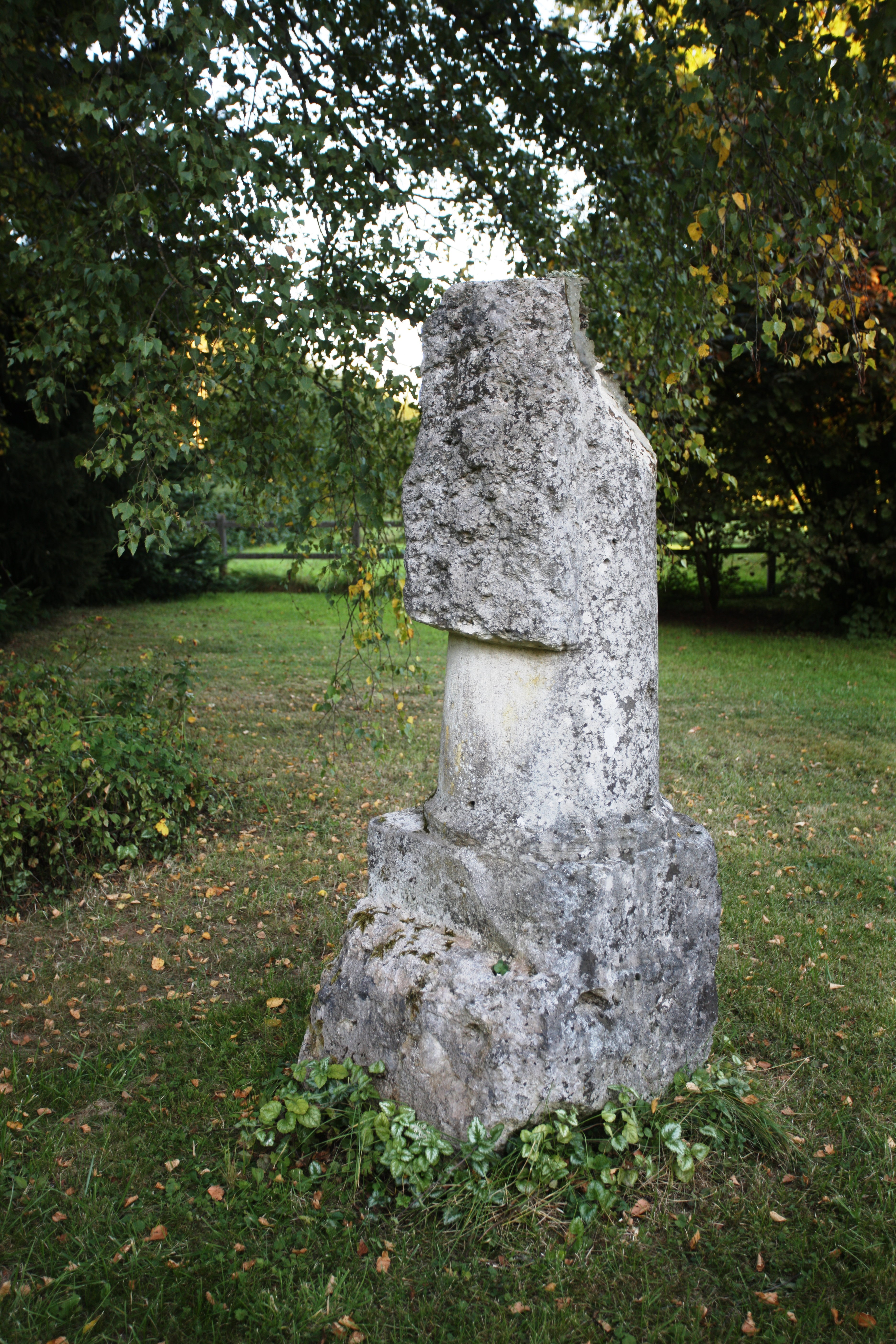
Межевой столб